# خانه لباف

خانه لباف مربوط به دوره قاجار - دوره پهلوی است و در اصفهان، خیابان ابن سینا، کوچه مشیرفاطمی، پلاک ۱۰۷ واقع شده و این اثر در تاریخ ۲۳ شهریور ۱۳۸۲ با شمارهٔ ثبت ۱۰۲۲۷ به‌عنوان یکی از آثار ملی ایران به ثبت رسیده است.